# Sterculia ampla
Sterculia ampla är en malvaväxtart som beskrevs av E. G. Baker. Sterculia ampla ingår i släktet Sterculia och familjen malvaväxter. Inga underarter finns listade i Catalogue of Life.